# Згорний Лесковець
Згорний Лесковець (словен. Zgornji Leskovec) — поселення в общині Видем, Подравський регіон‎, Словенія.